# Miller Sisters
Die Miller Sisters waren eine US-amerikanische Country- und Rockabilly-Vokalgruppe. Sie waren eine der wenigen weiblichen Gruppen der Sun Records.

## Karriere
Die Miller Sisters waren in Wirklichkeit Schwägerinnen und begannen ihre Karriere in ihrem Heimatort Tupelo, Mississippi, als Miller Trio zusammen mit Elsies Mann bzw. Mildreds Bruder Roy Miller. Ein DJ des lokalen Senders WTUP schlug ein Vorspiel bei Label-Besitzer Sam Phillips in Memphis, Tennessee, vor.
Phillips war von dem perfekten Harmonie-Gesang der Miller Sisters beeindruckt und dachte, er könnte gute Verkäufe mit dem Duo erzielen. Die erste Single der Miller Sisters erschien im April 1955 auf einem Sublabel der Sun Records, Flip Records, mit Someday You Will Pay auf der A-Seite und You Didn’t Think I Would auf der B-Seite. Da Flip kurze Zeit später geschlossen werden musste, erschienen die Titel auf dem Sun-Label noch einmal. Im Januar 1956 erschien mit There’s No Right Way To Do Me Wrong / You Can Tell Me – zwei Songs, die sie während ihrer zweiten Session eingespielt hatten – ihre nächste Singe. Ein Hit wurde trotzdem nicht erreicht.
Auf allen Aufnahmen war Roy Miller nicht zu hören. Phillips setzte stattdessen auf seine professionellen Studiomusiker Stan Kesler (Steelguitar) und Quinton Claunch (Gitarre). Ten Cats Down war dann erstmals im Rockabilly-Stil gehalten und wurde von einer ganzen Band unterstützt, die unter anderem auch Bill Taylor (Trompete) und Johnny Bernero (Schlagzeug) sowie ein Klavier enthielt, das möglicherweise Smokey Joe Baugh spielte.
Trotz des Wechsels zu einer populäreren Richtung verkauften sich die Platten der Miller Sisters unverändert schlecht. Phillips weigerte sich daraufhin, weitere Songs des Duos zu veröffentlichten, was das Ende der Zusammenarbeit zwischen Sun und den Miller Sisters bedeutete. Mildred zog danach in die Nordstaaten, während Elsie Jo und Roy Miller sich intensiv in der Pentecostal Church engagierten.

## Diskografie
| Jahr                    | Titel                                                                                             | Label #     |
| ----------------------- | ------------------------------------------------------------------------------------------------- | ----------- |
| 1955                    | Someday You Will Pay / You Didn’t Think I Would                                                   | Flip 504    |
| 1955                    | Someday You Will Pay / You Didn’t Think I Would                                                   | Sun 504     |
| 1956                    | There’s No Right Way To Do Me Wrong / You Can Tell Me                                             | Sun 230     |
| 1957                    | Ten Cats Down / Finders Keepers                                                                   | Sun 255     |
| Unveröffentlichte Titel |                                                                                                   |             |
| 1956                    | - I Know I Can’t Forget You But I’ll Try - Ten Cats Down (alt. Version)                           | Sun Records |
| 1957                    | - Chains of Love (mit Charlie Feathers) - Got You On My Mind - You Can’t Break The Chains of Love | Sun Records |